# Guilty of Romance
Pour plus de détails, voir Fiche technique et Distribution.
Guilty of Romance (恋の罪, Koi no tsumi) est un film japonais réalisé par Sion Sono, sorti en 2011. Il constitue le dernier volet de la « Trilogie de la haine » initié en 2007 avec Love Exposure, et suivi de Cold Fish en 2010.
Le film existe en deux versions : le montage original (japonais) de 144 minutes et un montage international de 113 minutes.

## Synopsis
Mariée à un célèbre romancier, Izumi passe ses journées à attendre le retour de son mari du travail. Un jour, désireuse de rompre avec la monotonie, elle accepte de poser nue pour un job. Elle rencontre alors un mentor qui l'entraîne vers la prostitution.
En parallèle, une enquête est menée à la suite de la découverte du corps atrocement mutilé d'une prostituée.

## Fiche technique
- Titre : Guilty of Romance[2]
- Titre original : 恋の罪 (Koi no tsumi?)
- Réalisation : Sion Sono
- Scénario : Sion Sono
- Production : Yoshinori Chiba, Nobuhiro Iizuka
- Musique : Yasuhiro Morinaga (ja)
- Photographie : Sōhei Tanikawa (ja)
- Montage : Jun'ichi Itō (ja)
- Société de distribution : Nikkatsu
- Pays d'origine :  Japon
- Langue originale : japonais
- Format : couleur - 1,85:1 - DTS - 35 mm
- Genres : polar, film d'horreur, thriller
- Durée : 113 minutes (montage international) / 144 minutes[3] (montage original)
- Dates de sortie :
  - Japon : 12 novembre 2011[3]
  - France : 25 juillet 2012[2]
- Classification : interdiction aux mineurs -16 ans (France)[2], R18+ (Japon)[4]

## Distribution
- Megumi Kagurazaka : Izumi Kikuchi
- Miki Mizuno : Kazuko Yoshida
- Makoto Togashi : Mitsuko Ozawa
- Kanji Tsuda : Yukio Kikuchi
- Hisako Ōkata : Shizu Ozawa
- Ryūju Kobayashi : Kaoru

## Distinctions

### Récompenses
- 2012 : prix Kinema Junpō du meilleur réalisateur pour Sion Sono (conjointement pour Cold Fish)

### Sélections
- 18 mai 2011 : Festival de Cannes (Quinzaine des réalisateurs)[5],[6]
- 2 septembre 2011 : L'Étrange Festival (compétition internationale)[5]